# Cratyna consensa
Cratyna consensa är en tvåvingeart som beskrevs av Werner Mohrig 1999. Cratyna consensa ingår i släktet Cratyna och familjen sorgmyggor. Inga underarter finns listade i Catalogue of Life.